# كيفن ديفين (موسيقي)
كيفن ديفين (بالإنجليزية: Kevin Devine)‏ هو موسيقي ومغني ومغن مؤلف أمريكي، ولد في 19 ديسمبر 1979 في نيويورك في الولايات المتحدة.

## وصلات خارجية
- الموقع الرسمي
- كيفن ديفين على موقع IMDb (الإنجليزية)
- كيفن ديفين على موقع ميوزك برينز (الإنجليزية)
- كيفن ديفين على موقع أول ميوزيك (الإنجليزية)
- كيفن ديفين على موقع ديسكوغز (الإنجليزية)